# Land’s End

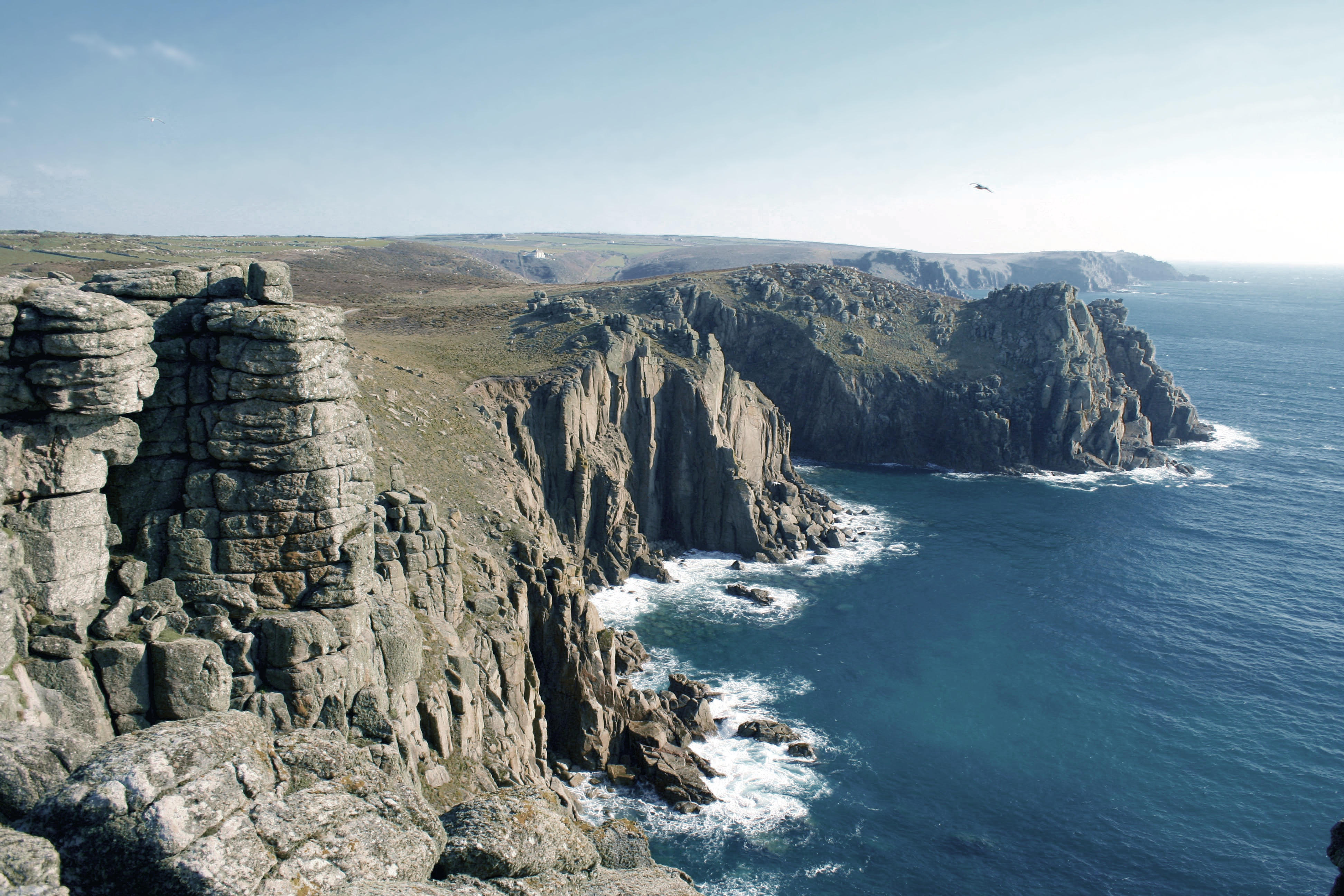
Land’s End im Februar

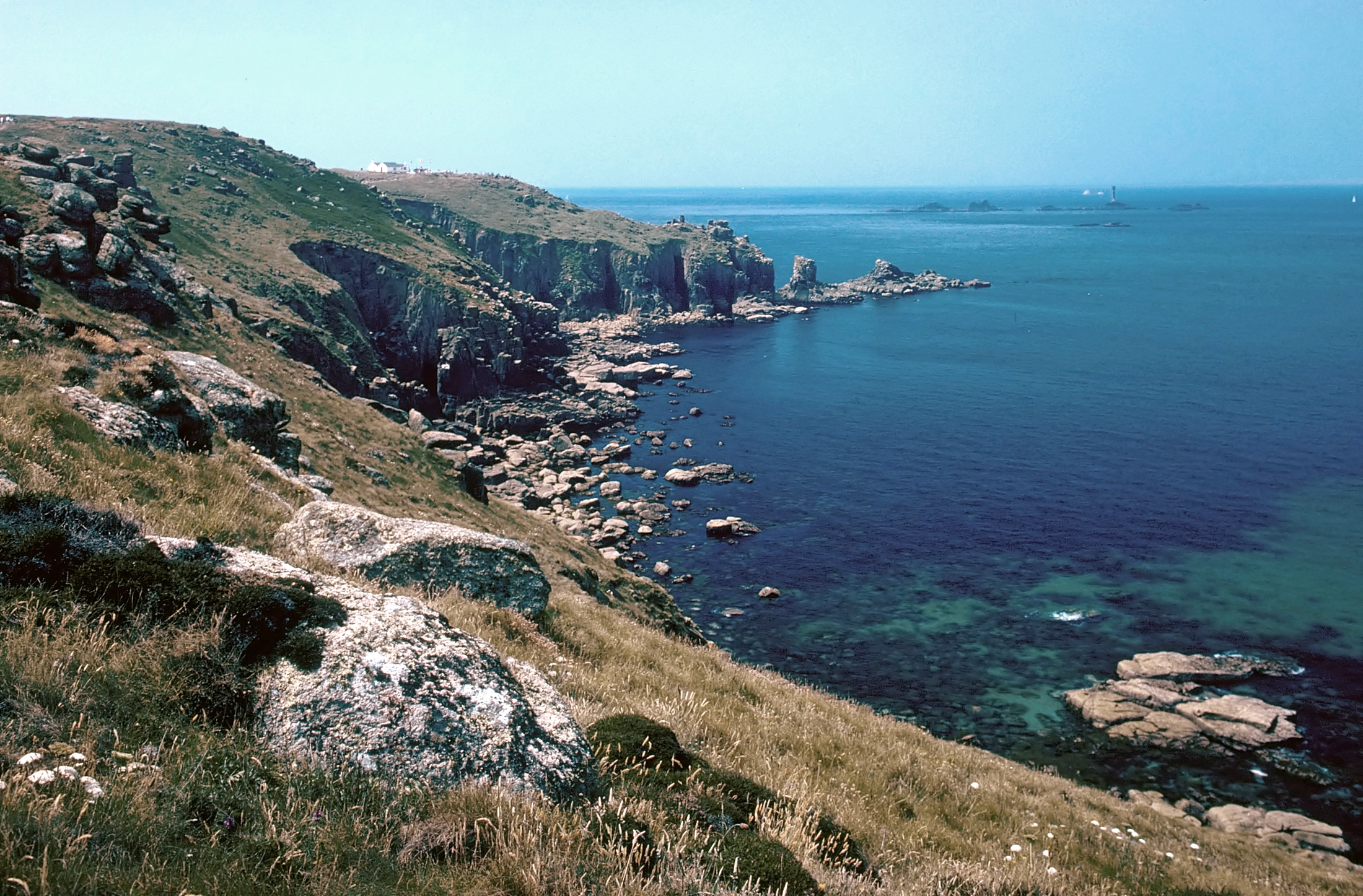
Land’s End und die vorgelagerten Untiefen mit dem Longship-Leuchtturm

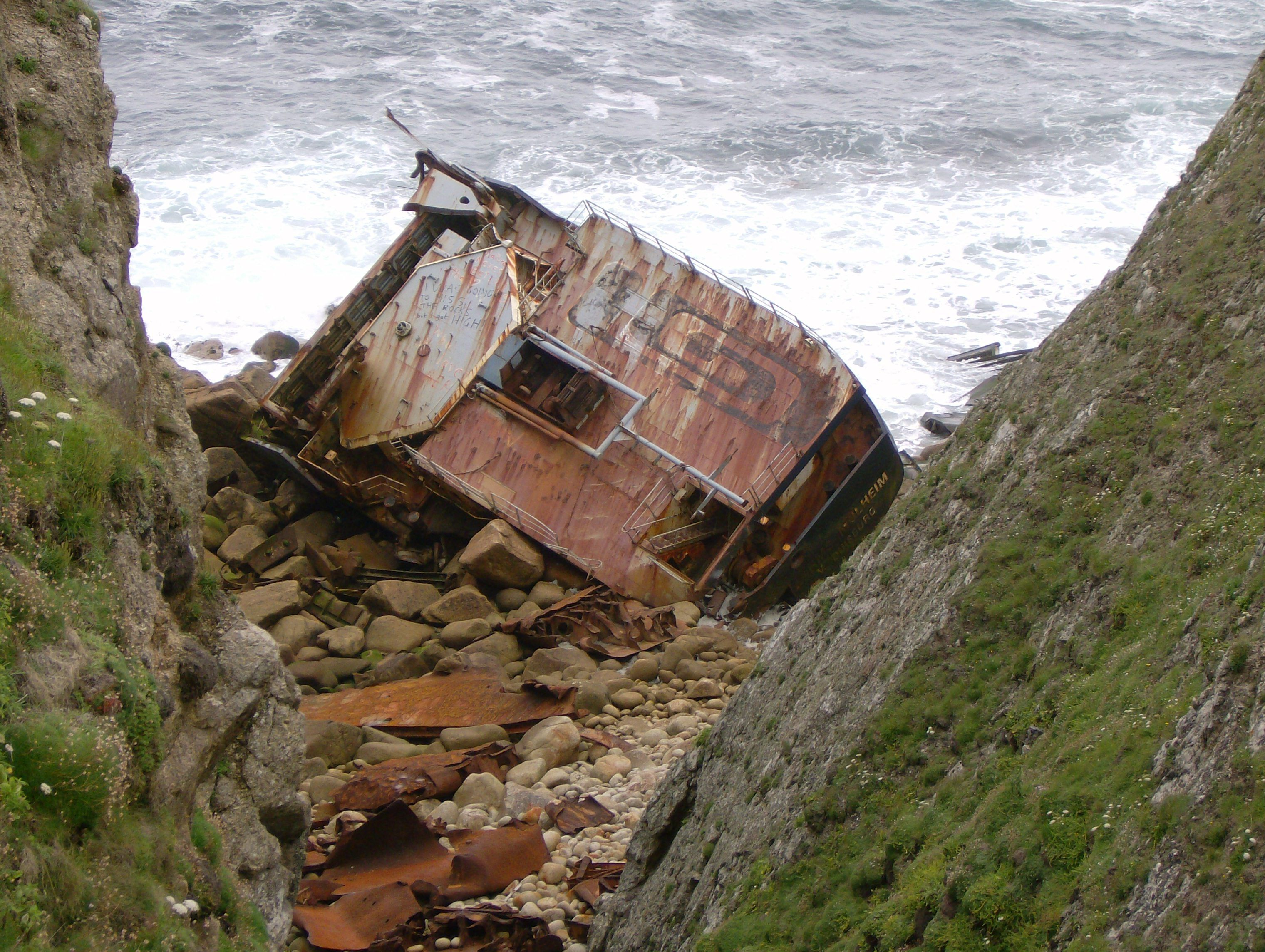
Wrack des 2003 vor Land’s End gesunkenen Frachters RMS Mülheim

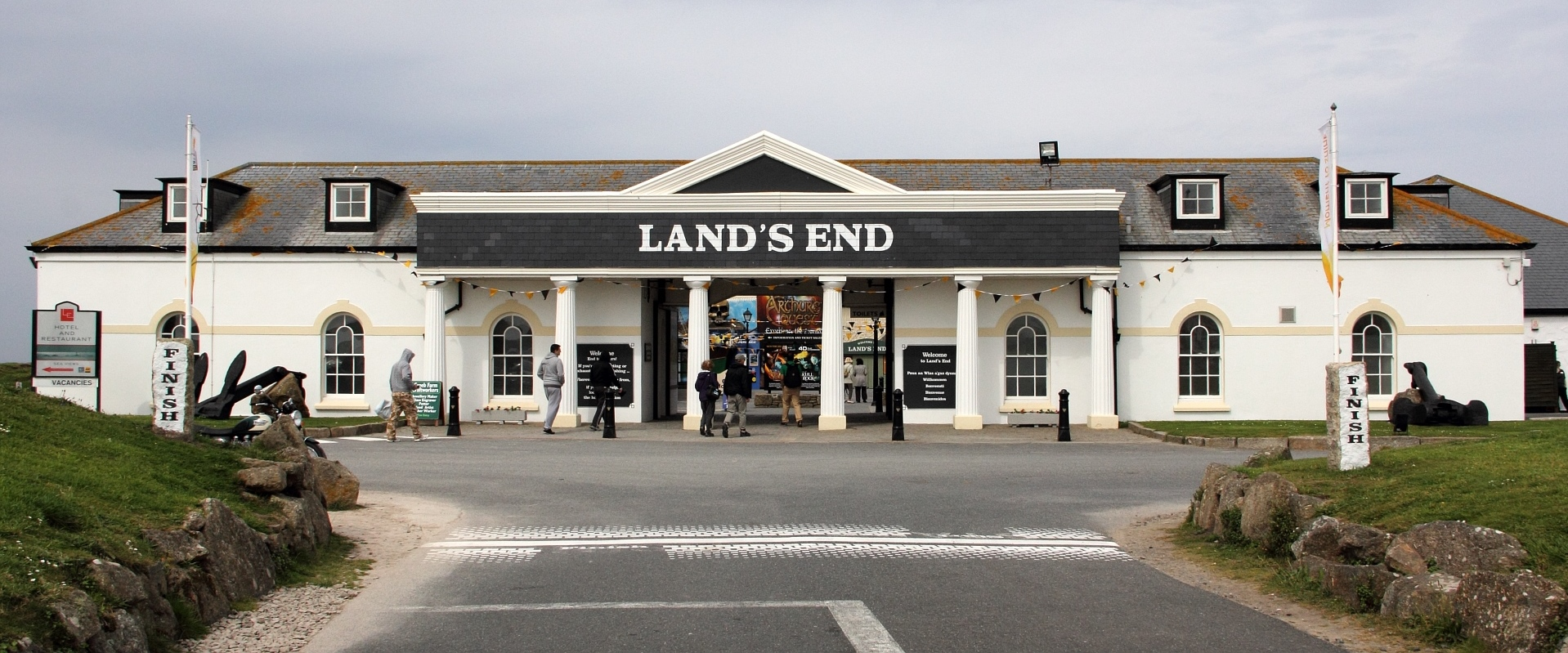
Eingangsgebäude zum gebührenpflichtigen Land’s-End-Gelände

Land’s End (kornisch Penn an Wlas [KK], Pen an Wlas [UCR]), in der Gemeinde Sennen in der Nähe von Penzance, Cornwall gelegen, ist eine Ortschaft und die gleichnamige Landzunge. Die Spitze der Landzunge ist der westlichste Punkt Englands auf der Hauptinsel Großbritanniens. Sie trennt den östlich davon gelegenen Ärmelkanal von der Keltischen See im Westen. Etwa 40 Kilometer südöstlich befindet sich auf der Halbinsel The Lizard der Lizard Point, der südlichste Punkt Großbritanniens. Die etwa 45 Kilometer südwestlich von Land’s End gelegenen Scilly-Inseln sind der westlichste Punkt Englands. Bei klarem Wetter sind sie von der etwa 60 Meter hohen Klippe über dem Atlantik aus zu sehen. Weiterhin ist von hier aus der etwa zwei Kilometer westlich gelegene Longship Leuchtturm (1795, bzw. Nachfolgebau von 1893) sichtbar, der auf einer aus Quarzit und Serpentinit gebildeten Insel steht.

## Lage und Beschreibung
Land’s End ist wegen der geographischen Lage oftmals Ausgangspunkt von Wanderungen (auf dem South West Coast Path), Fahrradtouren, Reisen und Rallyes quer durch Großbritannien, zum Beispiel mit Oldtimern. Als diagonaler Gegenpunkt steht dazu John o’ Groats, eine Ortschaft tief im Nordosten der Hauptinsel Großbritanniens. Große Entfernungen werden in Großbritannien oft mit der Redewendung „von Land’s End bis John o’ Groats“ umschrieben.
In der Nähe liegen Cape Cornwall und nördlich davon Pendeen Lighthouse. Am Cape Cornwall beginnen nach Norden der Bristolkanal sowie die Irische See und nach Süden der Ärmelkanal. Früher galt jene Landspitze als westlichster Punkt Englands, bis genaue Messungen ergaben, dass Land’s End der westlichste Punkt ist.
Der Legende nach soll das versunkene Land Lyonesse zwischen Land’s End und den Scilly-Inseln gelegen haben.
Land’s End befindet sich in Privatbesitz. Es ist ein touristisch ausgerichteter Themenpark mit einem Hotel, eine Tourist-Info, Souvenir- und Handwerker-Läden; auch Schiffe wie der Fischkutter Confide (PZ-741) und der RNLI-Seenotrettungskreuzer RNLB James & Catherine Macfarlane können besichtigt werden. Ein Veranstaltungsangebot für Jugendliche, die das Naturphänomen nicht so spannend finden, ist das Black Rock Desert auf dem Gelände. 
In direkter Nähe liegt der Flughafen Land’s End.
Vor und in den Klippen gibt es aufgrund der exponierten Lage einen Schiffsfriedhof. Das Wrack des im Jahre 2003 gestrandeten Frachters RMS Mülheim mit Heimathafen Duisburg liegt wenige hundert Meter nördlich der Spitze, viele weitere gesunkene Schiffe liegen in direkter Nähe unter der Wasseroberfläche und ziehen Taucher oder Gruppen an, wie das Black Swan Project.